# Khadija Mastoor
Khadija Mastoor (urdú: خدیجہ مستور; Xadījah Mastur, Bareilly, 11 de desembre del 1927 -Londres, 25 de juliol del 1982) fou una escriptora urdú del Pakistan que escrigué diverses col·leccions de contes. La seua germana menor, Hajra Masroor, fou també una famosa escriptora de contes.

## Biografia
Va nàixer l'11 de desembre del 1927 a Bareilly, l'Índia. Son pare, Tahoor Ahmad Khan, era metge de l'exèrcit britànic. Amb la seua germana, Hajra Masroor, van emigrar a Lahore, Pakistan, i s'hi establiren després de la mort de son pare. Khadija va morir a Londres el 25 de juliol del 1982 i fou soterrada a Lahore.
Va començar a escriure contes al 1942. Publicà cinc reculls de contes i dues novel·les. Les seues històries tracten sobre valors socials, morals i polítics.

## Obres

### Novel·les
- Aangan آنگن 1962
- Zameen 1987 زمین

### Contes
- Bochar 1946 بوچھاڑ
- Khail 1944 کھیل
- Chand Roz Oor 1951 چند روز اور